# Muthugadahalli, Chiknayakanhalli
Muthugadahalli là một làng thuộc tehsil Chiknayakanhalli, huyện Tumkur, bang Karnataka, Ấn Độ.